# Hellerup Sogn (Faaborg-Midtfyn Kommune)
Hellerup Sogn ist eine Kirchspielsgemeinde (dän.: Sogn) auf der Insel Fyn (dt.: Fünen) im südlichen Dänemark.

## Geschichte
Bis 1970 gehörte sie zur Harde Vindinge Herred im damaligen Svendborg Amt, danach zur Ringe Kommune im
Fyns Amt, die im Zuge der  Kommunalreform zum 1. Januar 2007 in der
Faaborg-Midtfyn Kommune in der Region Syddanmark aufgegangen ist.

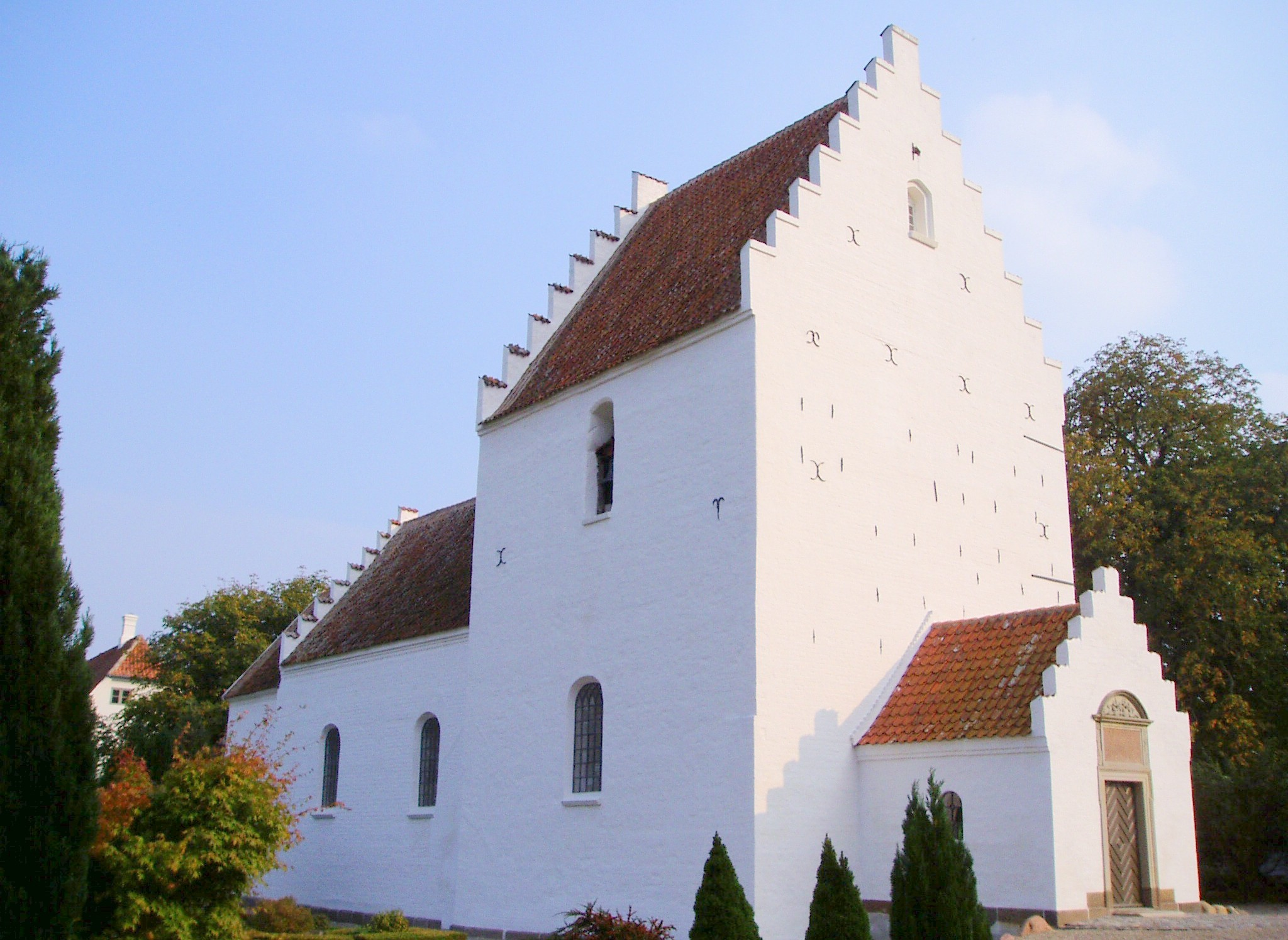
Hellerup Kirke

## Einwohner
Im Kirchspiel leben 223 Einwohner (Stand: 1. Januar 2023).
Im Kirchspiel liegt die Kirche „Hellerup Kirke“.

## Nachbargemeinden
Nachbargemeinden sind im Westen Søllinge Sogn und im Norden Rolfsted Sogn, ferner in der südöstlich benachbarten Nyborg Kommune Herrested Sogn.